# Nguyễn Phúc Điển
Nguyễn Phúc Điển (chữ Hán: 阮福晪; ? – 1783), tước phong Thông Hoá Quận vương (通化郡王), là một hậu duệ của chúa Nguyễn và là em của vua Gia Long nhà Nguyễn trong lịch sử Việt Nam.

## Tiểu sử
Công tử Điển là con trai thứ sáu của Khang Hoàng đế Nguyễn Phúc Luân, mẹ là Hiếu Khang Hoàng hậu Nguyễn Thị Hoàn. Ông là em cùng mẹ với vua Gia Long nhà Nguyễn. Không rõ năm sinh của ông.
Mùa xuân năm Ất Mùi (1775), công tử Điển theo chúa Nguyễn Phúc Thuần và những người anh vào Gia Định đánh giặc. Mùa xuân năm Quý Mão (1783), quân Tây Sơn quay lại tấn công Gia Định, ông theo anh là Nguyễn Ánh chạy ra đảo Phú Quốc lánh nạn. Vừa đặt chân đến đảo Diệp Thạch thì quân thù đuổi kịp, ông bị vây bắt. Ông chửi giặc và bị giết, vào tháng 6 (âm lịch) năm đó.
Năm Kỷ Dậu (1789), vua Gia Long truy tặng cho công tử Điển chức Cẩm y vệ Chưởng vệ sự, Cai cơ, thụy là Tráng Tiết (壯節). Năm Gia Long thứ 4 (1805), vua tiếp tục truy tặng ông chức Dực Vận Tĩnh Nạn tôn thần, Đặc tiến phụ quốc Thượng tướng quân, Thái bảo Quốc công, thụy là Trung Mẫn (忠愍), cho phụ thờ ở Thái miếu. Sang năm 1814, vua cải phong cho ông làm Tương công (襄公), cho chuyển sang thờ ở đền Triển Thân.
Năm Minh Mạng thứ 5 (1824), vua cho thờ ông ở Thế miếu. Năm thứ 12, gia tặng là Tá Vận tôn thần, Tôn nhân phủ Tôn nhân lệnh, đổi tên thụy là Trung Tráng (忠壯), phong làm Thông Hoá Quận vương (通化郡王).
Quận vương Điển không có con thừa tự. Đến năm 1843, vua Thiệu Trị lại cho rước bài vị của ông về thờ ở đền Thân Huân.